# United Buddy Bears
United Buddy Bears er en verdensomspændende kunstudstilling, som har vist 'de forenede bjørnevenner' for millioner af mennesker på fem kontinenter.
De 2 m høje Buddy Bears-skulpturer er dekoreret af kunstnere i hele verden, og med mottoet kunst og tolerance repræsenterer de ca. 150 af alle lande, der er med i FN. Der er generelt fri entré til udstillingerne.
Den berømte udstilling blev åbnet i Berlin i 2003 af skuespilleren sir Peter Ustinov og har siden gæstet Hongkong, Istanbul, Tokyo, Seoul, Sydney, Wien, Kairo, Jerusalem, Warszawa, Stuttgart, Pyongyang, Buenos Aires, Montevideo, Berlin, Astana, Helsinki, Sofia, Kuala Lumpur, New Delhi, Sankt Petersborg, Paris, Rio de Janeiro, Havana, Santiago de Chile, Penang, Riga, Guatemala City, Tierpark Berlin og Ljubljana.
Bjørnene strækker forbenene i vejret for at symbolisere venskab og optimisme. De står pote i pote eller 'hånd i hånd' på bagbenene ved siden af hinanden og symboliserer, at alle mennesker i verden bør lære hinanden bedre at kende, så de kan leve mere fredfyldt sammen. For at gøre opmærksom på det internationale projekt om samhørighed blev bjørnene dekoreret af kunstnere fra 150 lande, som fik til opgave at gengive særlige kendetegn fra deres land, dets historie, befolkning, landskaber, økonomi og musik.
Bjørnenes opstilling ændres i hvert land, ikke kun efter lokale forhold, men også efter internationale: Det gør deres placering i rundkredsen politisk interessant. I Jerusalem blev de irakiske og iranske bjørne stillet på hver side af den israelske for at bringe budskab om tolerance og fred. I Seoul stod Syd- og Nordkorea fredeligt ved siden af hinanden. Palæstina er med i rundkredsen på lige fod med de andre.
Det er på forskellig måde lykkedes kunstnerne at fange publikums interesse for bjørnene: det stifter også bekendtskab med små stater, som normalt ikke får offentlig opmærksomhed. Formålet med projektet er mere end bevidsthedsudvidelse. Ifølge projektets initiativtagere, Eva og Klaus Herlitz, skal ideen om fredelig sameksistens også følges af aktiv understøttelse, og derfor har aktionen fokus på hjælp til fattige børn. Auktioner over bjørnene o.a. i hele verden har allerede indbragt 2,5 millioner Euro til UNICEF og lokale børnehjælpeorganisationer. Skuespilleren og UNICEF-ambassadøren Jackie Chan ledsager og understøtter også de verdensomspændende aktiviteter.
Der er planlagt yderligere udstillinger på verdensplan, bl.a. i Kapstaden, København, London og Zürich.
- Udstilling - Berlin 2006
- Udstilling - Wien 2006
- Udstilling - Kairo 2007
- Udstilling - Jerusalem 2007
- Udstilling - Pyongyang 2008
- Udstilling - Buenos Aires 2009
- Udstilling - Helsinki 2010
- Udstilling - Sofia 2011
- Udstilling -
 Kuala Limpur 2012
- Udstilling -
 Sankt Petersborg 2012
- Udstilling - Paris 2012
- Rio de Janeiro
 Copacabana 2014
- Havana
 Plaza San Francisco de Asís 2015
- Udstilling - Habana
 Plaza San Francisco de Asís 2015
- Santiago de Chile, Vitacura
 Parque Bicentenario 2015
- Udstilling - Berlin
 Walter-Benjamin-Platz 2017/2018
- Udstilling - Guatemala City 2019
- Udstilling - Tierpark Berlin 2020/2022